# Rue Regnault
La rue Regnault est une voie située dans le quartier de la Gare du 13e arrondissement de Paris.

## Situation et accès
La rue Regnault est une voie publique située dans le 13e arrondissement de Paris. Elle débute au 1, rue du Loiret et se termine au 20, avenue d'Ivry.
Elle est accessible par les bus 27, 132, 83 et par le tram T3a.

## Origine du nom
L'origine de son nom renvoie à la personne du baron Jean-Baptiste Regnault (1754-1829), peintre français.

## Historique
La voie est ouverte par tronçons, et prend sa dénomination à partir de 1868 :
- le premier, en 1868, entre la rue du Loiret et la rue de Patay, en remplacement d'une partie supprimée de la rue du Chevaleret, sous le nom de « rue Regnault » ;
- le deuxième, en 1877, entre la rue de Patay et la rue du Château-des-Rentiers, en remplacement du chemin latéral au chemin de fer de Ceinture afin de donner un débouché aux rues du Dessous-des-Berges, Albert et des Terres-au-Curé ;
- le troisième, en 1883, entre la rue Nationale et l'avenue d'Ivry ;
- le quatrième, en 1932, entre la rue du Château-des-Rentiers et rue Nationale.

Décret du 10 août 1868
« Napoléon, etc., 

Sur le rapport de notre ministre secrétaire d’État au département de l'Intérieur,
Vu l'ordonnance du 10 juillet 1816 ;
vu les propositions de M. le préfet de la Seine ;
Avons décrété et décrétons ce qui suit :
Article 9. — 
L'avenue en cours d'exécution entre la place d'Italie et la rue de Gentilly, recevra le nom d'avenue de la Sœur-Rosalie.
La voie latérale au chemin de fer de Ceinture entre le chemin de fer d'Orléans et la rue de Patay, celui de rue Regnault.
La voie dite rue du Transit, ouverte ou en cours d'exécution, dans le 13e arrondissement, recevra la dénomination de rue de Tolbiac.
La rue du Bel-Air prendra le nom de rue Damesme.
La rue de Mazagran, celui de rue Bourgon.
etc.
Article 17. — Notre ministre secrétaire d'État au département de l'Intérieur est chargé de l'exécution du présent décret.
Fait au palais de Fontainebleau, le 10 août 1868. »
Côté est, la rue, qui se terminait autrefois en impasse devant la gare du boulevard Masséna, rejoint la nouvelle rue Louise-Bourgeois par un escalier.

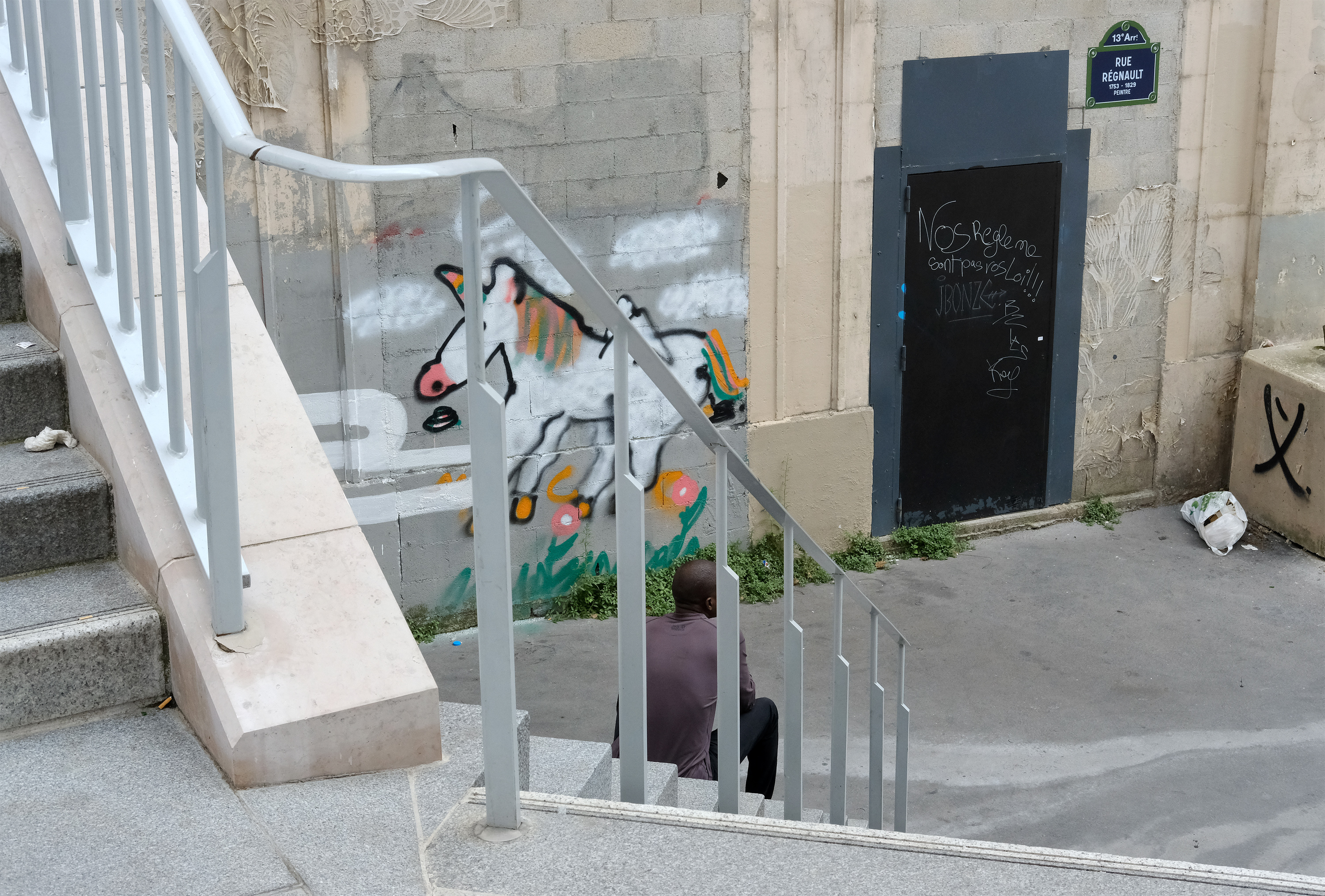
Extrémité est de la rue.

## Bâtiments remarquables et sites particuliers

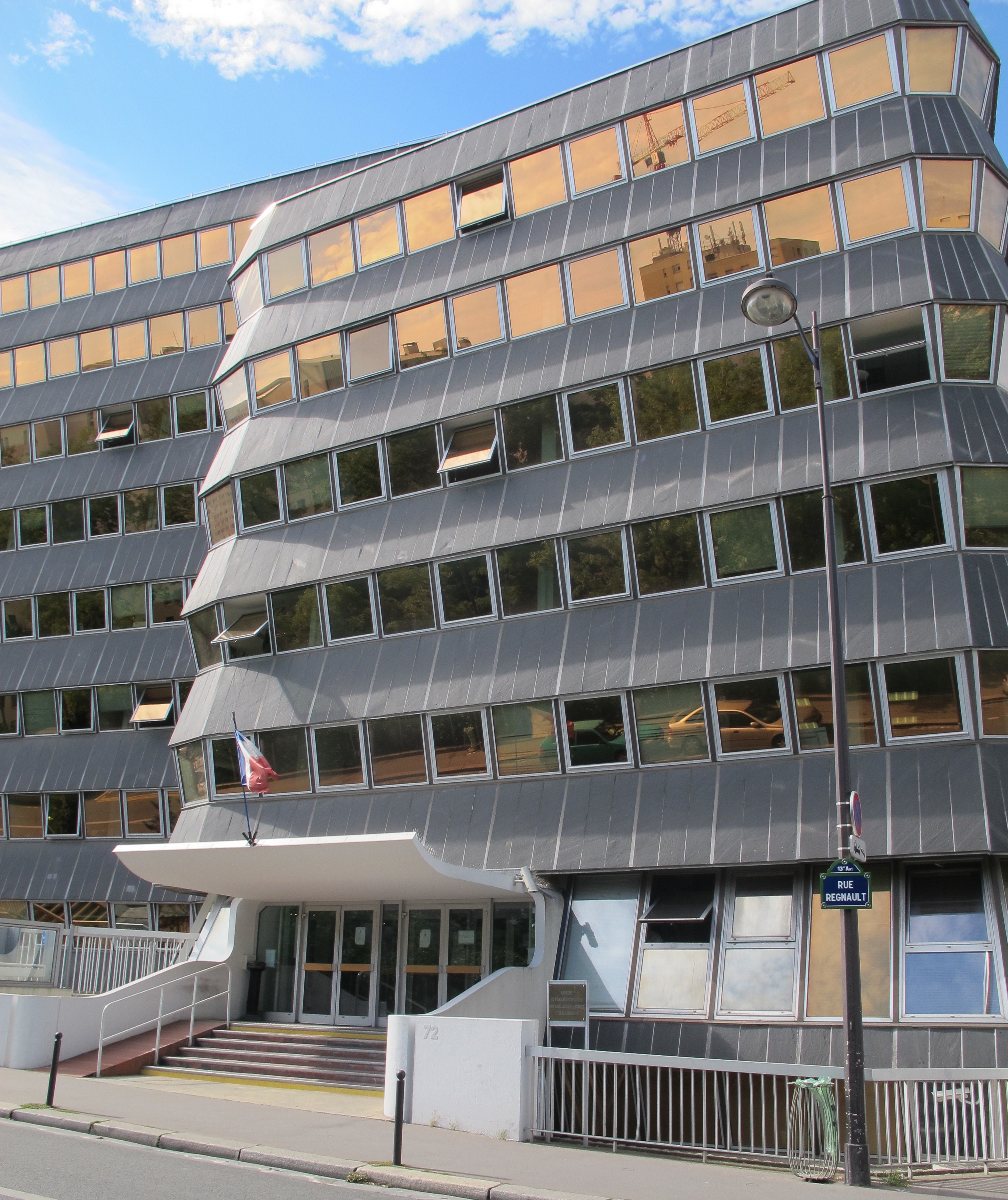
No 72.
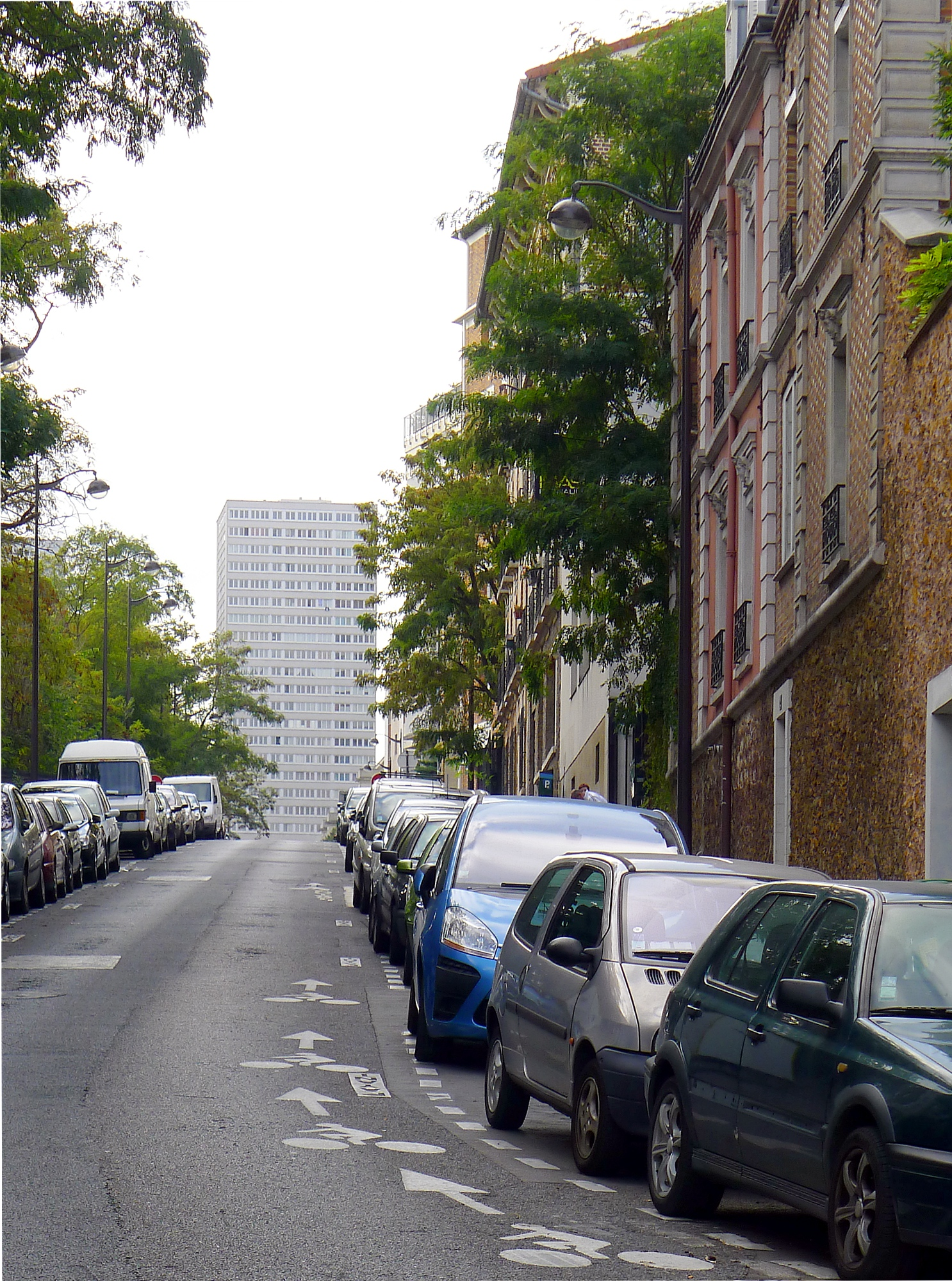
La rue longe, sur sa gauche, la ligne de Petite Ceinture.
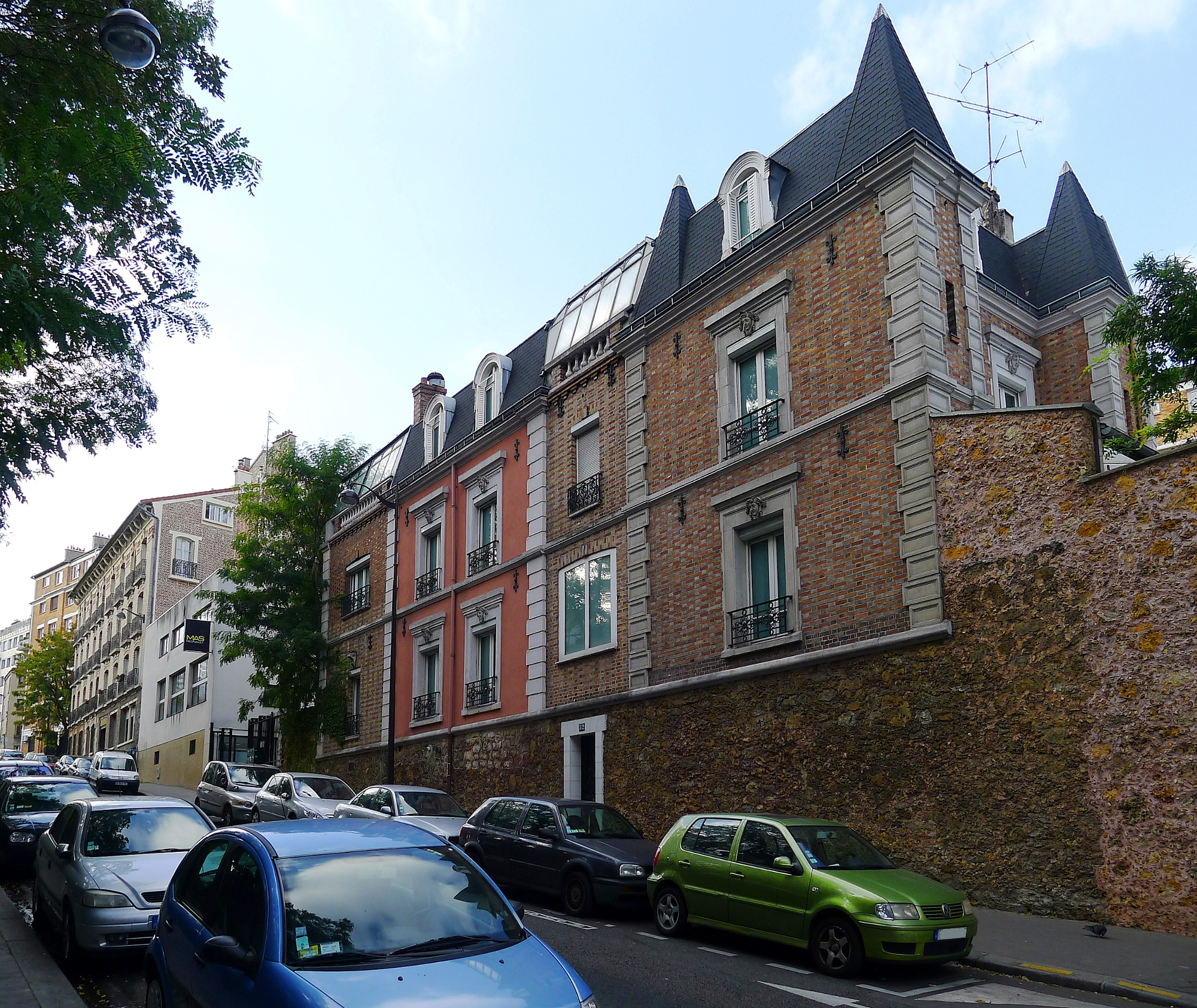
Partie pavillonnaire de la rue.
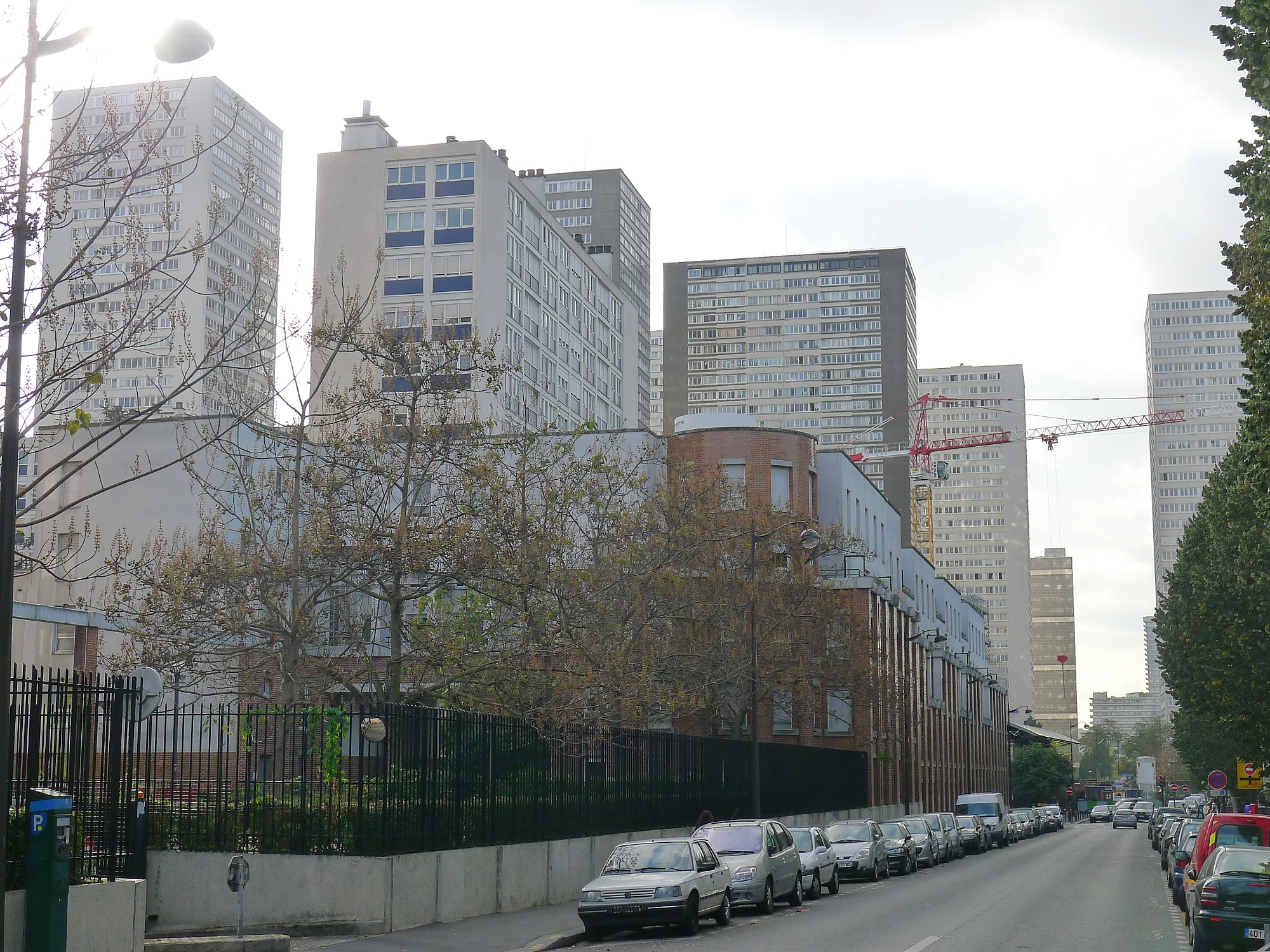
Silhouettes des immeubles de l'avenue de Choisy.
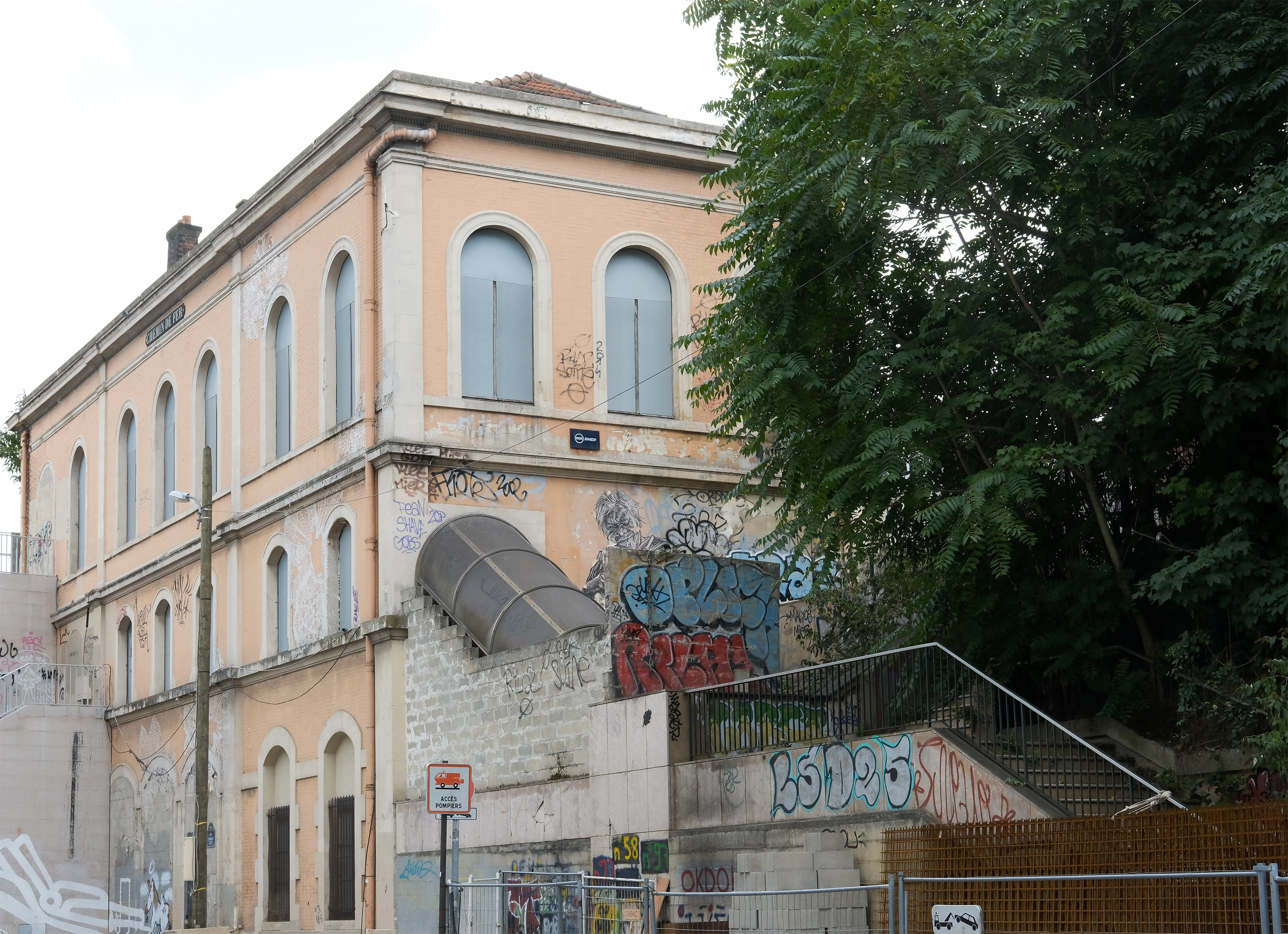
Gare Masséna en 2017.

- No 1 : gare du boulevard Masséna, sur l'ancienne ligne de Petite Ceinture. La gare et la rue ont servi de lieu de tournage au film Le Samouraï (1967) de Jean-Pierre Melville, avec Alain Delon[3].
- No 28 bis : salle du royaume des Témoins de Jéhovah.
- No 72 : bâtiment du ministère de l'Éducation nationale, de l'Enseignement supérieur et de la Recherche (direction générale des ressources humaines).
- Nos 107 à 115 situés en bordure des voies ferrées de la Petite Ceinture et formant un triangle avec les nos 2 à 18 l'avenue d'Ivry, le no 76, boulevard Masséna et les nos 1 à 11 de la rue Nationale : anciennes usines Panhard et Levassor construites en 1891[4],[5].
- No 112 : square Ulysse-Trélat.